# Radljevac (rijeka)
Radljevac je rijeka u Hrvatskoj. Izvire u Plavnu, a ulijeva se u Butižnicu u Kninu blizu Bulnoga mosta.
Plavanjsko polje formirano je na kontaktu triju petrografskih zona: verfenskih škriljavaca, trijaskih dolomita i manjih krpa vapnenca. Ovakav sastav pogoduje vrlo snažnoj eroziji izvorišnih krakova pa Radljevac nanosi znatne količine materijala u Butižnicu.
U ljetnim mjesecima ova rijeka presuši. Duljina njenog toka je oko 20 kilometara. Po rijeci je naziv dobilo i selo blizu Plavna.